# Chicamito
Chicamito är en ort i Mexiko.   Den ligger i kommunen Valle de Santiago och delstaten Guanajuato, i den centrala delen av landet, 240 km väster om huvudstaden Mexico City. Chicamito ligger 1 959 meter över havet och antalet invånare är 226.
Terrängen runt Chicamito är kuperad. Runt Chicamito är det ganska tätbefolkat, med 108 invånare per kvadratkilometer. Närmaste större samhälle är Valle de Santiago, 8,5 km norr om Chicamito. Trakten runt Chicamito består till största delen av jordbruksmark.